# دمبو (فلم 2019)
دمبو (بالإنجليزية: Dumbo) هو فيلم فنتازيا مغامرة قادم من إخراج تيم برتون ومن كتابه إهرن كروجر،الفيلم مستوحى من فيلم سابق يحمل نفس الأسم تم انتاجه سنة 1941.الفيلم من بطولة كولين فاريل،مايكل كيتون،داني ديفيتو،إيفا جرين وألان آركين.
من المقرر عرض الفيلم في الولايات المتحدة يوم 29 مارس 2019، سيتم إصدار الفيلم بخصية آيماكس 3d وRealD 3D .

## طاقم العمل
- كولين فاريل في دور هولت فارير، هو أحد المحاربين القدامى ونجم سيرك سابق من ولاية كنتاكي، وظفه ميديسي للعناية بالفيل الوليد.[3]
- مايكل كيتون في دور في ايه فانديفر، رجل أعمال شرير قام بشراء السيرك لأستغلال الفيل الوليد.[4]
- داني ديفيتو في دور ماكس ميديسي مالك السيرك الذي اشتراه فانديفر.[5]
- إيفا جرين في دور كوليت مارشانت، فنانة فرنسية تعمل في السيرك.[6]
- ألان آركين في دور جريفين ريمنجتون، رجل أعمال في وول ستريت.[7]
- نيكو باركر في دور ميلي فارير، ابنة هولت.
- فينلي هوبينز في دور جو فارير ابن هولت.

## التسويق
عُرض أول تريلر للفيلم في 13 يونيو 2018.

## وصلات خارجيّة
- الموقع الرسمي
- الموقع الرسمي
- مقالات تستعمل روابط فنية بلا صلة مع ويكي بيانات

لا توجد روابط لمواقع التواصل الاجتماعي.